# Chiesa di Santa Chiara (Altamura)
La chiesa di Santa Chiara è un edificio di culto risalente al XVII secolo, situato nella città di Altamura.

## Storia
La chiesa e l'annesso monastero furono costruiti nel 1679. Nel 1682 due monache clarisse con diciassette novizie fecero il loro ingresso nel nuovo monastero.
Per diverso tempo la comunità monastica di Altamura, che ha raggiunto il numero di quarantadue monache negli anni '60 del Novecento, ha svolto attività come ricami in oro e sete oppure dipinti su paramenti sacri e la confezione di dolci su commissione. Tra le attività che si svolgono ancora oggi vi è il confezionamento di ostie per le chiese della città e la produzione di un particolare liquore a base di noci detto Nocino o Padre Peppe. La produzione di dolci a base di pasta di mandorla e alla crema, invece, continua oggi presso la pasticceria del monastero in cui vengono utilizzate ricette, metodi e segreti propri delle monache.

## Descrizione
La facciata della chiesa è caratterizzata da un cornicione sporgente che la divide in due. Nella parte sottostante sono presenti tre nicchie con le statue di san Francesco d'Assisi (a sinistra), dell'Immacolata Concezione (al centro) e di santa Chiara d'Assisi (a destra). Il campanile che si innalza sul lato destro della chiesa è di origine barocca e fu eretto tra il 1722 e il 1723.
L'interno è costituito da un'unica navata ai cui lati sono presenti degli altari abbelliti con dipinti di ignoti pittori del 1700. Sul presbiterio vi è un altare in marmo bianco sul quale è presente un'enorme tela raffigurante l'Immacolata Concezione con san Francesco d'Assisi, santa Chiara d'Assisi e sant'Antonio di Padova.